# Microchera cupreiceps
Microchera cupreiceps là một loài chim trong họ Chim ruồi. Chúng là loài đặc hữu của Costa Rica.

## Phân loại
M. cupreiceps trước đây được xếp cùng với M. chionura trong chi Elvira. Một nghiên cứu phát sinh loài phân tử được công bố vào năm 2014 đã phát hiện ra rằng hai loài này có quan hệ họ hàng gần với loài M. albocoronata trong chi đơn loài lúc bấy giờ là Microchera. Ủy ban Điểu học Quốc tế và cơ quan phân loại Clements đã đặt ba loài này cùng nhau trong Microchera. Tuy nhiên, Cẩm nang về các loài chim trên thế giới của BirdLife International vẫn giữ chúng ở chi Elvira.

## Hình ảnh

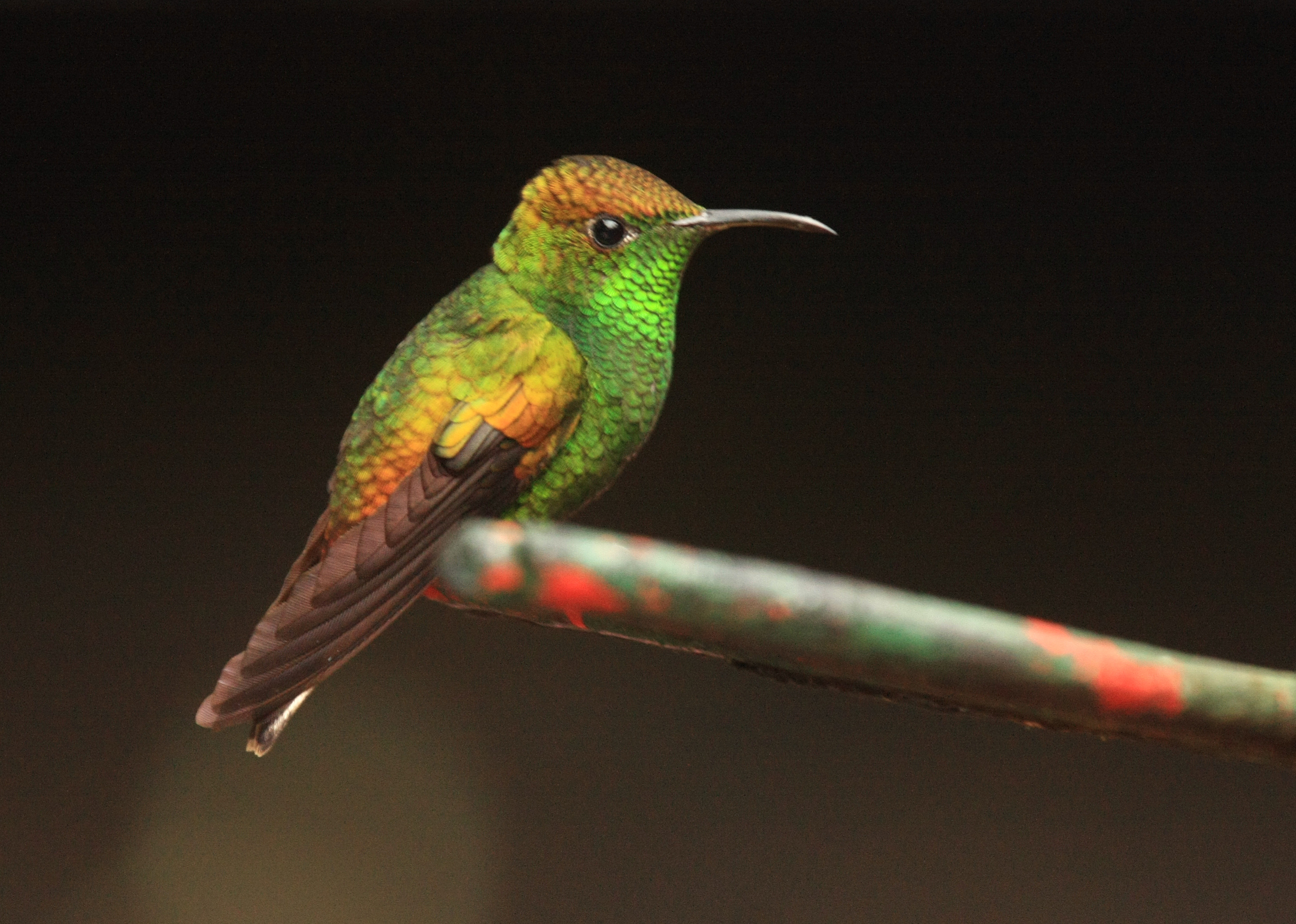
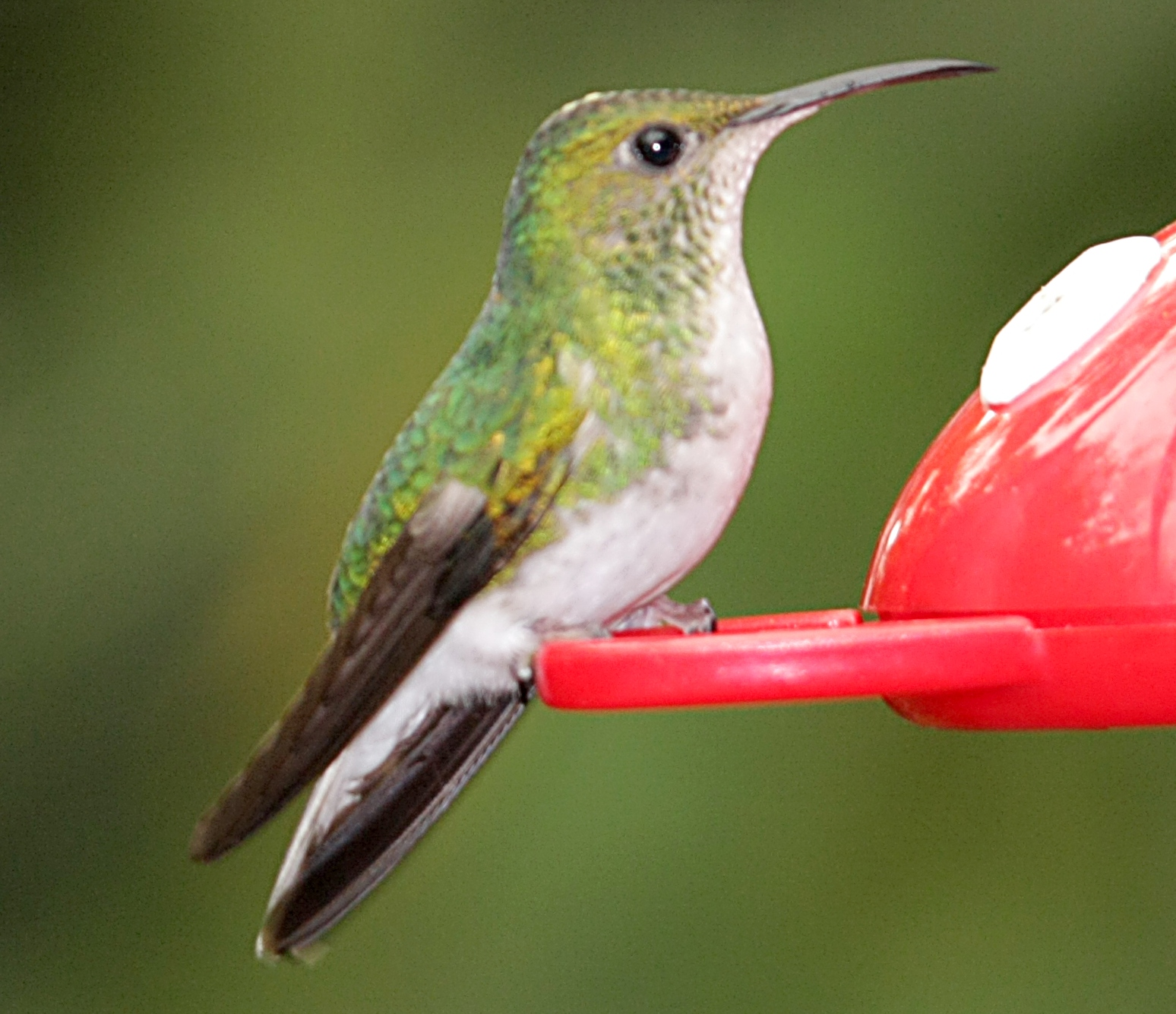